# Thông đá

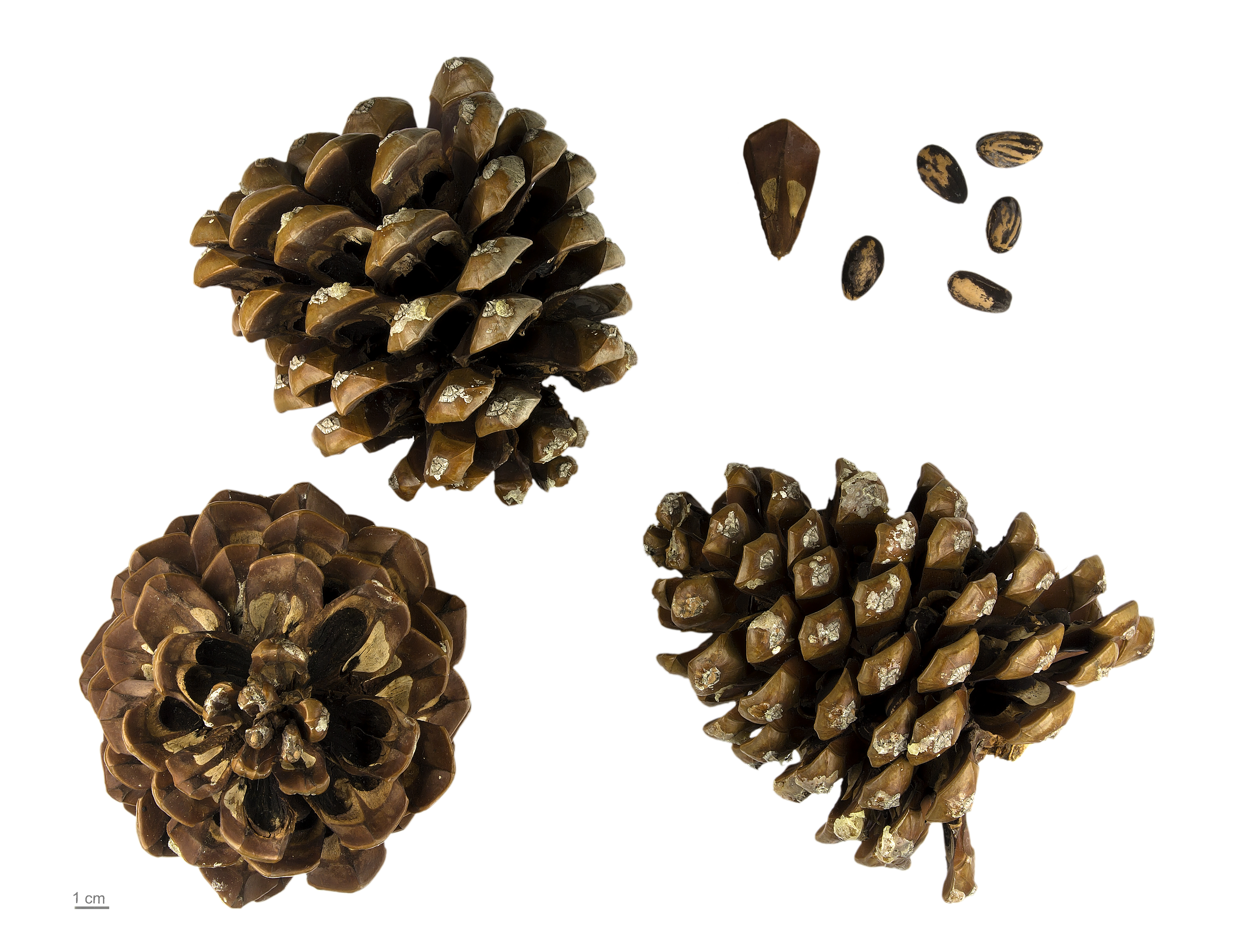
Pinus pinea

Thông đá (Pinus pinea) là một loài thực vật hạt trần trong họ Thông. Loài này được L. miêu tả khoa học đầu tiên năm 1753.